# Concejo Deliberante de Bella Vista (Tucumán)
El Honorable Concejo Deliberante de Bella Vista es el órgano legislativo municipal de Bella Vista, Tucumán, Argentina. El concejo fue creado en 1973 junto a las elecciones provinciales celebradas el 11 de marzo de ese año, y tras la municipalización de la ciudad el 1 de marzo de 1966. 

## Estructura
El Concejo Deliberante se compone de 10 miembros electos por el sistema de representación directa y proporcional, al ser Bella Vista un municipio de 2.ª categoría. Estos duran cuatro años en su cargo, pudiendo reelegirse solo una vez consecutiva. El concejo es uno de los poderes del gobierno municipal, se encarga de revisar y controlar los actos del poder ejecutivo municipal que encabeza del Intendente. Es un órgano legislativo que crea las normas de la ciudad. Estas normas reciben el nombre de ordenanzas y el Ejecutivo municipal es el encargado de hacerlas cumplir. 

### Requisitos para ser Concejal[2]
Para ser concejal, según la Ley Orgánica de Municipalidades, se requiere de:
- Tener veintidós (22) años de edad.
- Ser argentino nativo, naturalizado con una antigüedad de cinco (5) años de obtenida la nacionalidad argentina o extranjero que deberá ser propietario en el municipio y tener en el mismo cinco (5) años de residencia inmediata a su designación.
- Estar inscripto en los padrones electorales nacionales correspondientes al respectivo municipio.

### Impedimentos para ser Concejal[2]
Según la ley, no pueden ser miembros del Concejo Deliberante:
- Quienes no pueden ser electores de acuerdo a las disposiciones de la Ley Orgánica de Municipalidades.
- El Gobernador de la Provincia y sus Ministros.
- Los Diputados y Senadores Nacionales y los Legisladores Provinciales.
- Los miembros de la Administración de la Justicia Federal o Provincial.
- Los que estuvieren directa o indirectamente interesados en cualquier contrato oneroso con la municipalidad, como obligados principales. Esta inhabilidad no comprende a los tenedores o dueños de acciones de sociedades anónimas que tengan contratos con las municipalidades, a no ser que tengan participación en la administración o sean miembros de los directorios de dichas sociedades.

## Composición actual

### 2023-2027[3][4][5]
| Concejal                     | Partido                               | Bloque | Bloque                      |
| ---------------------------- | ------------------------------------- | ------ | --------------------------- |
| Monica Isabel Moreno         | Cambiemos                             |        | Juntos por el Cambio        |
| Leonardo Matías Lizárraga    | Frente de Todos por Tucumán           |        | Frente de Todos por Tucumán |
| Pablo Hernán Vildoza         | Crece Tucumán                         |        | Frente de Todos por Tucumán |
| Karina Lorena López          | Cambiemos                             |        | Juntos por el Cambio        |
| Rodrigo Elías Abraham        | Viva la Ciudad                        |        | Juntos por el Cambio        |
| Juan Pablo Córdoba Villafañe | Juntos y Organizados para la Victoria |        | Frente de Todos por Tucumán |
| Florencio Belén Duarte       | Partido Cambia Tucumán CT             |        | Juntos por el Cambio        |
| Luis Eduardo Vera            | Partido Inclusión Social (PISO)       |        | Juntos por el Cambio        |
| Silvana Soledad Heredia      | Frente de Todos por Tucumán           |        | Frente de Todos por Tucumán |
| María Fernanda Jeréz         | Nueva Fuerza                          |        | Juntos por el Cambio        |